# Casa Frederick J. Smith
La Casa Smith es una obra de arquitectura moderna en Darien, en el estado de Connecticut (Estados Unidos). Fue diseñada por Richard Meier y tiene vista al estrecho de Long Island desde la costa de Connecticut. Se planificó a partir de 1965 y se completó en 1967. 

## Arquitectura
La parte trasera de la Casa Smith, que mira hacia el agua, tiene una fachada abierta con tres niveles de cerramiento de vidrio, que brinda vistas panorámicas frente al mar. "Hay una estratificación formal, que da una sensación de progresión, a medida que uno se mueve por el sitio desde el camino de entrada hasta la orilla, y la 'línea de progresión' determina el eje principal del sitio", escribió Meier. "Perpendiculares a este eje, los planos que se cruzan en la casa responden a los ritmos de la pendiente, los árboles, los afloramientos rocosos y la costa".
Poco después de la construcción de la casa, Fred y Carole Smith se divorciaron. Cuando Carole se volvió a casar, contrataron a Meier para ampliar la casa. Se agregó una expansión de 300 pies cuadrados a la suite principal. La casa ahora es propiedad de los hijos de Smith, Chuck Smith y Hobie Smith.

## Reconocimientos
La Casa Smith fue una de primeras obras ampliamente reconocidas de Meier y fue parte de una serie de viviendas unifamiliares que marcan la primera etapa de su carrera. Ganó numerosos premios poco después de su construcción. 
En 1968, un año después de su construcción, ganó el Premio Nacional de Honor AIA, el Premio AIA Nueva Inglaterra, el Premio AIANY y el Premio Nacional AIA. En 2000 recibió el Premio de los Veinticinco Años del Instituto Americano de Arquitectos.